# André Deltour
André Deltour, André Louis Deltour (ur. 12 czerwca 1907 w Corbeil-Essonnes, zm. 31 maja 1981 w Nicei) – francuski urzędnik konsularny.

## Życiorys
Pełnił funkcję attaché Wolnej Francji w Moskwie (1942-1945), m.in. opiekując się francuzami osadzonymi w obozie NKWD nr 188 w Tambowie. Następnie powierzono mu funkcję kierownika konsulatu w Gdyni (1945-1948). Władze polskie postawiły mu zarzut tolerowania działalności szpiegowskiej w Sprawie Robineau.